# Dødsflugten
Dødsflugten er en dansk stum dramafilm fra 1911 produceret af Nordisk Films Kompagni og instrueret af Eduard Schnedler-Sørensen efter manuskript af Axel E. Hoeck
Filmen havde dansk premiere den 7. december 1911 i Biograf-Theatret i København. 
Filmen var en succes for Nordisk, der solgte 138 kopier af filmen; det gennemsnitlige salg i 1911 var 60 kopier på film. På trods af successen med temaet om de revolutionære nihilister, producerede Nordisk ikke siden film om politisk sensitive temaer, muligvis grundet den på det tidspunkt fremspirende filmcensur.

## Handling
Leo mistænker Sonja for utroskab, men i virkeligheden fraterniserer hun – heldigvis eller desværre – med militante nihilister. En aften skygger Leo hende og ender i kløerne på nihilisterne, der giver ham et ultimatum med livet som indsats. Hvis Leo inden for tre dage kan fremskaffe politiets liste over deres kumpaner, der står til henrettelse, kan han og Sonja beholde livet.

## Medvirkende
- Einar Zangenberg - Grev Zachochin
- Otto Lagoni - Rechowitz, chef for opdagelsespolitiet
- Carl Alstrup
- Franz Skondrup
- Carl Lauritzen
- Karen Poulsen - Grevens forlovede
- Aage Lorenzen
- Lauritz Olsen
- Rigmor Jerichau